# Platte Tellmuschel
Die Platte Tellmuschel (Macomangulus tenuis) ist eine Muschelart aus der Familie der Tellmuscheln (Tellinidae). Die Art ist auch in der Nordsee und der westlichen Ostsee heimisch und ist dort eine der häufigsten Muschelarten.

## Merkmale

Rechte Klappe
Linke Klappe

Rechte Klappe
Linke Klappe

Rechte Klappe
Linke Klappe

Das vergleichsweise kleine Gehäuse ist leicht ungleichklappig und stark abgeflacht. Es wird bis zu 25 Millimetern lang. Die rechte Klappe ist etwas größer und stärker gewölbt als die linke Klappe. Das Hinterende ist zudem etwas nach rechts gebogen, wenn man das Gehäuse von oben betrachtet. Das Gehäuse ist im Umriss länglich eiförmig mit leicht zugespitztem Hinterende. Die Wirbel befinden sich etwas hinter der Mittellinie.
Der flach gewölbte vordere Dorsalrand ist länger als der hintere Dorsalrand und fällt flach zum weit gerundeten Vorderende ab. Der hintere, kürzere Dorsalrand ist fast gerade und fällt steiler ab. Er geht mit einem sehr flachen Knick in den sehr flach gerundeten bis fast geraden Hinterrand über. Der Hinterrand geht flach gewinkelt in den Ventralrand über. Am Übergang Hinterrand/Ventralrand endet ein deutlicher, vom Wirbel ausgehender Kiel. Der Ventralrand ist vom Übergang zum Hinterrand bis etwa zur Mittellinie nur schwach gebogen, dann zum Vorderrand weit gerundet. Der hintere Gehäuseteil ist leicht nach rechts gebogen. Die beiden Klappen klaffen nur geringfügig und auf kurzer Distanz am Hinterende.
Das Ligament ist ein deutlich hervortretendes braunes Band, das sich hinter den Wirbeln auf einer innen gelegenen Leiste (Nymphe) auf weniger als ein Drittel der Länge des hinteren Dorsalrandes erstreckt. Die Schlossplatte ist schmal. In der rechten und linken Klappe treten je zwei Kardinalzähne auf. In der linken Klappe ist der vordere Kardinalzahn längs gefurcht und zweispitzig, der hintere Kardinalzahn ist klein(er). In der rechten Klappe ist dagegen der hintere Kardinalzahn längs gefurcht und zweispitzig, und der vordere Kardinalzahn ist klein(er). In der linken Klappe ist nur ein kurzer, kleiner hinterer Lateralzahn vorhanden. In der rechten Klappe ist dagegen ein kurzer, aber kräftiger vorderer Lateralzahn ausgebildet sowie ein kleiner hinterer Lateralzahn unter und hinter der Nymphe. Der Mantel ist tief eingebuchtet, die Mantelbuch ist tief und fast gerundet rechteckig; sie erreicht fast den vorderen Schließmuskel. Es sind zwei Schließmuskel vorhanden.
Die Schale ist dünnwandig, aber recht fest. Sie ist weiß, gelblich, orangerot, rosa oder rot, oft mit dunkleren, randparallel verlaufenden Bändern. Innen ist die Schale weißlich mit gelblich bis rötlicher Färbung im Wirbelbereich. Die Oberfläche ist mit randparallelen, feinen Anwachsstreifen in unregelmäßigen Abständen versehen. Die jährlichen Wachstumsunterbrechungen sind gut zu erkennen. Der Gehäuseinnenrand ist glatt. Das gelbliche Periostracum ist ein dünner, membraniger Überzug und transparent.
Rechte und linke Klappe des gleichen Tieres:

Rechte Klappe
Linke Klappe

var. aurantia
- Rechte Klappe
- Linke Klappe

var. flavescens
- Rechte Klappe
- Linke Klappe

var. alba
- Rechte Klappe
- Linke Klappe

### Ähnliche Arten
Die im Umriss ähnliche Gerippte Tellmuschel (Fabulina fabula) besitzt eine diagonale Streifung auf der rechten Klappe.

## Geographische Verbreitung und Lebensraum
Das Verbreitungsgebiet der Platten Tellmuschel erstreckt sich von Nordnorwegen entlang der Küsten des Ostatlantiks bis nach Südmarokko. Die Art kommt auch in der Nordsee, der westlichen Ostsee, im Mittelmeer und dem Schwarzen Meer vor. Die Tiefenverbreitung reicht vom unteren Gezeitenbereich bis in etwa 20 Meter Wassertiefe.
Die Tiere liegen bis 13 cm tief eingegraben mit der linken Klappe nach unten seitlich im Sediment. Sie kommt in sandigen Böden, die stark der Strömung ausgesetzt sind vor. Sie nehmen mit ihren langen, beweglichen Siphonen organischen Detritus von der Sedimentoberfläche auf.

## Taxonomie
Das Taxon wurde 1778 von Emanuel Mendes da Costa aufgestellt. Es ist die Typusart der (Unter-)Gattung Macomangulus, die Fritz Nordsieck 1969 als Untergattung von Angulus vorschlug. Nordsieck unterschied drei Unterarten (mit z. T. einigen Varietäten):
- Angulus (Macomangulus) tenuis tenuis da Costa, 1778 (die Nominatunterart) mit den Varietäten brevior Bucquoy, Dautzenberg & Dollfus, maximus Bucquoy, Dautzenberg & Dollfus und var. minutus Bucquoy, Dautzenberg & Dollfus,
- Angulus (Macomangulus) tenuis exiguus (Poli, 1795) mit den Varietäten major Monterosato und minor Monterosato. Die Unterart ist etwas kleiner als die Nominatunterart, etwas höher mehr dreieckig und etwas stärker gewölbt.
- Angulus (Macomangulus) tenuis commutatus (Monterosato, 1884). Diese Form ist etwas länger al die Nominatunterart, sehr klein und annähernd rechteckigem Umriss sowie mit dünner Schale.

Die Art wird je nach Autor zur Gattung Tellina Linnaeus, 1758 oder zur Gattung Angulus Megerle von Mühlfeld, 1811 gestellt. Die Art wird in anderen Publikationen, von Nordsieck abgesehen, nicht weiter unterteilt. MolluscaBase akzeptiert nun Macomangulus Nordsieck, 1969 als eigenständige Gattung.

## Belege

### Online
- Marine Bivalve Shells of the British Isles: Tellina tenuis da Costa, 1778 (Website des National Museum Wales, Department of Natural Sciences, Cardiff)
- Marine Species Identification Portal: Tellina tenuis da Costa, 1778